# Chiesa di Sant'Agostino (Licata)

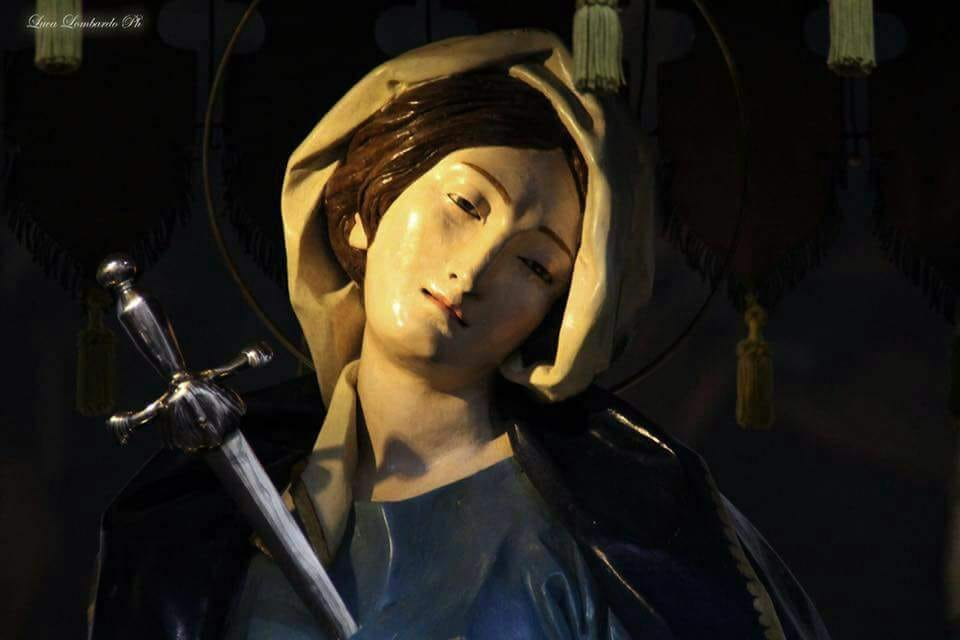
Particolare dell'Addolorata, Seconda metà del XVIII secolo.

La chiesa di Sant'Agostino o Santuario della Madonna Addolorata si trova a Licata, nel Libero consorzio comunale di Agrigento.

## Storia
Nel primo millennio dell'era cristiana, venne retta a Licata, a ponente della città murata, presso il regio Caricatore di grano, una chiesetta intitolata a Santa Margherita di Antiochia di Pisidia.
Di questa chiesa non esistono documenti storici che ne deliniano il profilo storico, non la troviamo, infatti, neppure nelle antiche piante di Licata. Questo sta a significare che la chiesetta era diruta o non era affatto ritenuta di rilievo.

### Gli Agostiniani in Santa Margherita di Antiochia
Nel 1566 gli Agostiniani ottennero, dal Vescovo di Agrigento, Mons. Aloisio Suppa, il possesso della chiesa di Santa Maria del Soccorso, oggi di Pompei, per edificarvi un loro cenobio.
La chiesa di Santa Maria del Soccorso si trova quasi in cima alla collina di Licata, luogo non adatto per il loro convento, vista la lontananza dal centro abitato.
Così gli Agostiniani rivolsero la loro attenzione sulla chiesa di Santa Margherita. Ne fecero richiesta al vescovo di Agrigento e la ottennero, insieme ad un piccolo pezzo di terra attorno alla chiesa per costruirvi il loro convento.
I Padri Agostiniani trasferirono nella chiesa di Santa Margherita alcune opere d'arte che si trovavano nella chiesa di Santa Maria del Soccorso, come una statua marmorea della Madonna col Bambino, (oggi custodita presso il Museo archeologico della Badia) a il quadro della Madonna della cintura e i santi e un quadro di cui non si ha più notizia, con san Nicolò Tolentino. Gli Agostiniani rimasero a Licata, nella chiesa di Santa Margherita fino al 1735, secondo gli archivi della Chiesa Madre di Licata.
Gli Agostiniani, prendendo possesso della chiesa, la rimaneggiarono e modificarono quasi completamente. Prima di essi, l'ingresso guardava a ponente, mentre i Padri Agostiniani ruotarono completamente la navata della chiesa aprendo un nuovo ingresso a levante.
È la chiesa per eccellenza dei lavoratori del porto e custodisce una statua lignea dell'Addolorata.
Il 13 aprile 1973 è stata elevata a santuario con il titolo di "Maria SS. Addolorata".

## La statua lignea dell'Addolorata
La chiesa conserva una statua lignea di una Madonna Addolorata, attribuita ad un tal Giuseppe Piccone, scolpita nella 2ª metà del XVIII secolo.
La leggenda narra che un veliero naufragava, nel bel mezzo di una fortissima tempesta, nei pressi del porto di Licata. I marinai di quel luogo, accorsi in aiuto, scoprirono che il veliero conservava una statua lignea dell'Addolorata. Allora i licatesi chiesero al comandante del veliero se potevano tenere la statua, e così la collocarono nell'altare maggiore di una piccola chiesa dei dintorni.
La statua porta un medaglione con le reliquia della crocifissione, un'aureola d'argento e un pugnale al seno.

## Struttura
La chiesetta dell'Addolorata, più volte restaurata, conserva solo nel prospetto alcuni elementi originali che si possono far risalire alla prima meta del XIX secolo. dell'originale struttura di Sant'Agostino, pertanto, sappiamo ben poco. Il prospetto, molto sobrio e classicheggiante, è concluso da un timpano circolare spezzato con tre forature nella parte centrale che assolvono la funzione di vano campanario. Gli unici elementi originali del XVIII secolo sono le due paraste in conci regolari di pietra e la soprastante finestra quadribolata.

### Interno
L'interno della chiesa, ad unica Navata, richiama la generale sobrietà del monumento. Anche qui si sono avuti nel corso dei secoli vari rimaneggiamenti. Di recente costruzione vi è l'altare maggiore, dal tono classicheggiante. La chiesa ospita anche due altari laterali, dove sono collocati rispettivamente a destra, come già suaccennato, un modesto dipinto in olio su tela del XVIII secolo raffigurante la Madonna della cintura con il Bambino e i Santi Agostino e Monica, mentre a sinistra un Crocifisso di pregiata fattura, molto antico. Dell'antico Organo a canne non si hanno più notizie. Dalla vicina chiesetta di San Girolamo provengono le tele che raffigurano Agostino d'Ippona e Papa Gregorio I, del XX secolo.
Il sotto arco dove è custodita la statua di Maria Addolorata è adornato di sette dipinti a forma circolare che raffigurano i 7 dolori della Vergine, dipinti da un autore locale, Giuseppe Spina.